# John Michael Kohler Arts Center

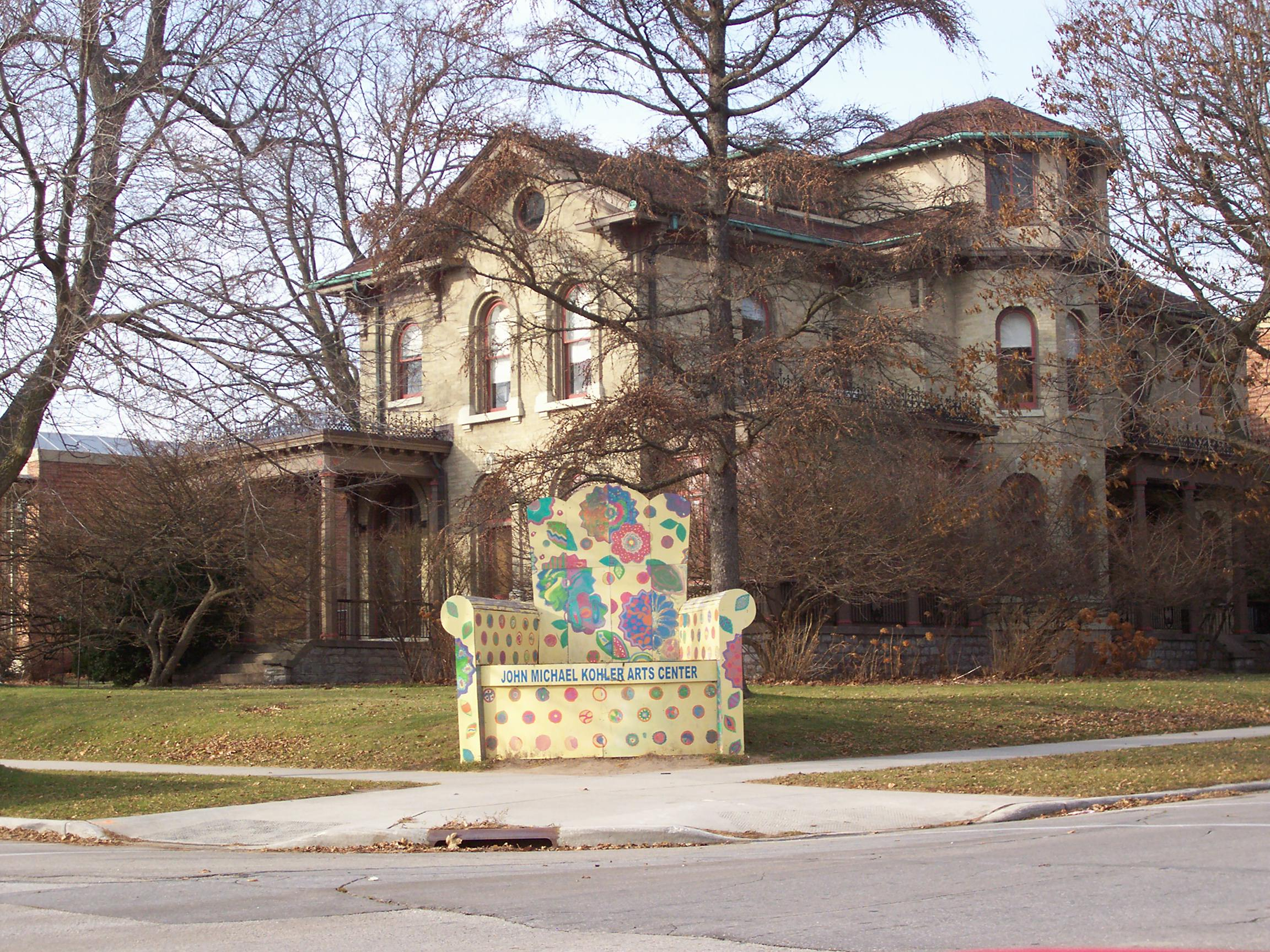
John Michael Kohler Arts Center

Das John Michael Kohler Arts Center ist ein unabhängiges, gemeinnütziges Museum für zeitgenössische Kunst und darstellende Künste in Sheboygan im US-amerikanischen Wisconsin. Das Zentrum bewahrt und stellt von Künstlern geschaffene Umgebungen und zeitgenössische Kunst aus. 2021 eröffnete das Zentrum das Art Preserve, einen Museumsbereich, der sich der Bewahrung von großflächigen Kunstumgebungen widmet.

## Geschichte und Gebäude

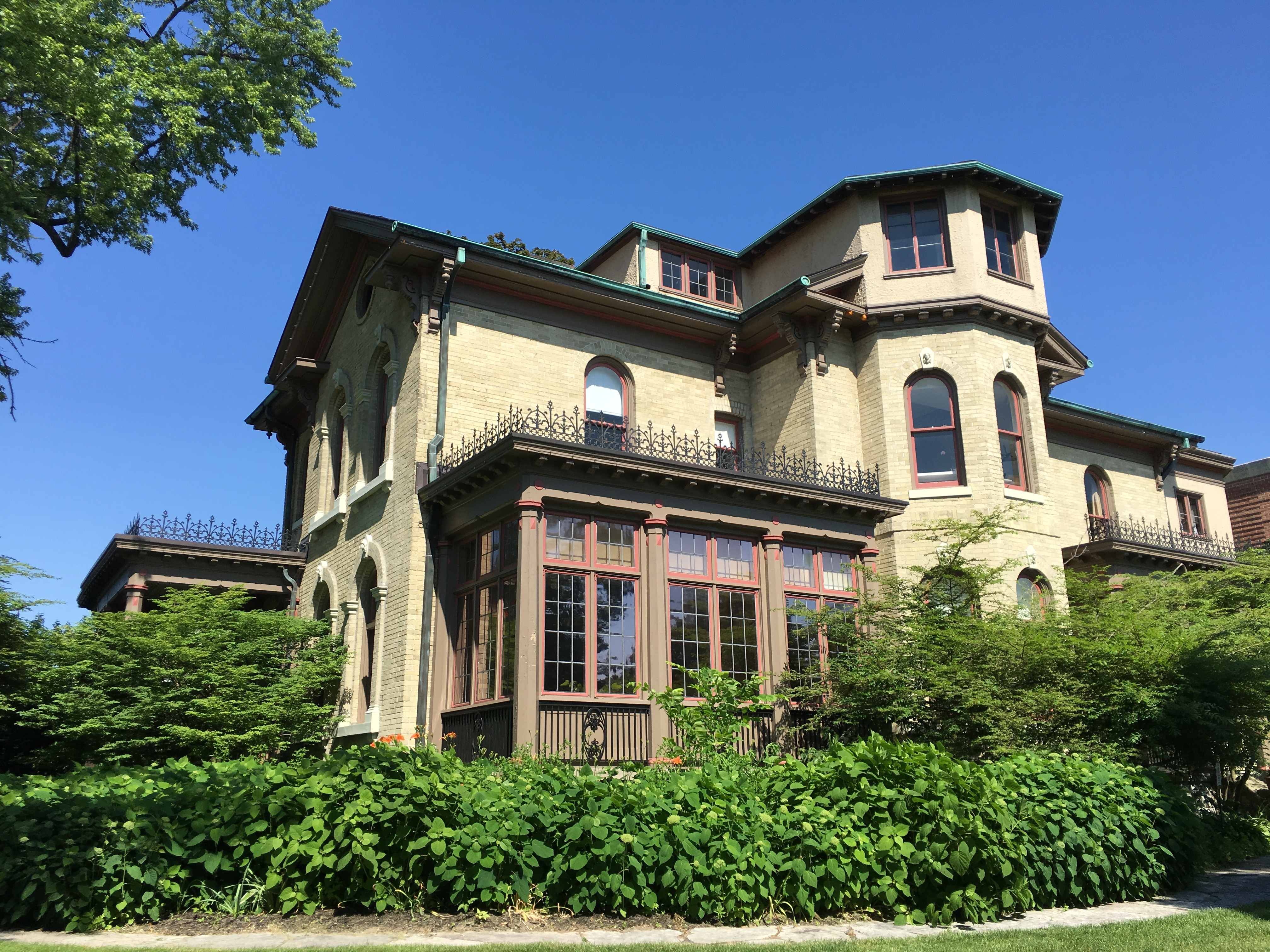
Rückfront John Michael Kohler House
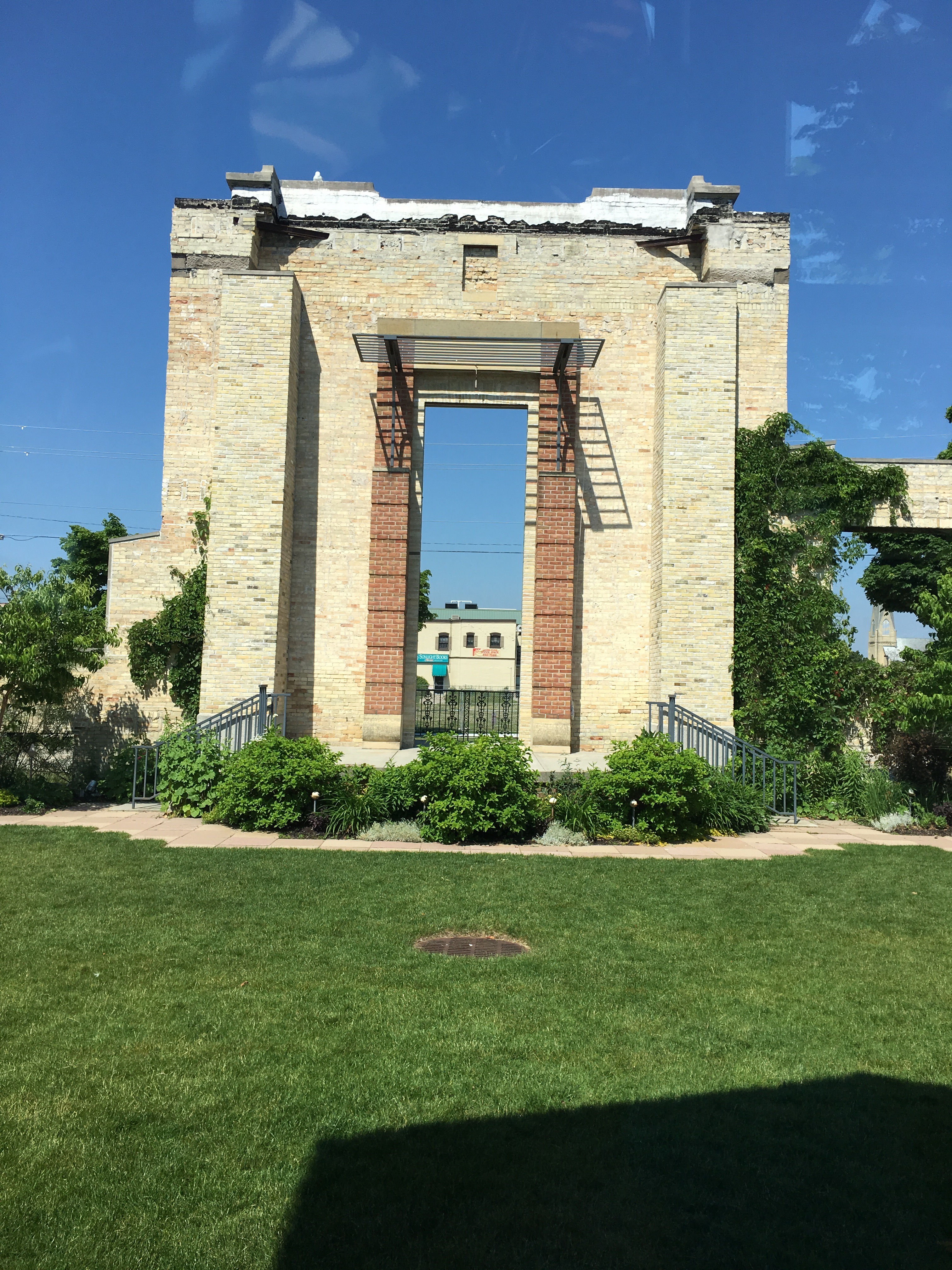
Torbogen

Das John Michael Kohler Arts Center (JMKAC) wurde 1967 durch den 1959 gegründeten Sheboygan Arts Council als unabhängiges, gemeinnütziges Zentrum für zeitgenössische Kunst gegründet. Es besteht aus einem im italienischen Stil erbauten Herrenhaus aus dem 19. Jahrhundert, das im Stil des Gilded Age restauriert wurde. Das ehemalige Wohnhaus von John Michael Kohler (1844–1900), das im National Register of Historic Places als „John Michael Kohler House“ eingetragen ist, wurde 1966 von seinen Erben zur Nutzung als Kunstzentrum gestiftet. Seit seiner Eröffnung wurde es zweimal erweitert. In dem 9.300 m² großen Komplex befinden sich mehrere Galerien, zwei Veranstaltungsräume, Unterrichtsräume und ein offenes Kunstatelier.
Von 1972 bis 2016 wurde das John Michael Kohler Arts Center von Ruth DeYoung Kohler II (1941–2020) als Direktorin geleitet.
Im Jahr 2021 eröffnete das JMKAC auf einem 15,7 Hektar großen Grundstück das mit 40 Millionen Dollar erbaute Art Preserve in Sheboygan. Das dreistöckige, 5.200 m² große Museumsgebäude verfügt über 3.500 m² Galeriefläche mit Schaulager, einem Bildungsbereich, einer Bibliothek, einer Studiensammlung und einem Archivraum. Das Gebäude ist um einen beschirmten Innenhof angelegt, in dem ebenfalls Kunstwerke installiert sind und grenzt an ein Naturschutzgebiet.

## Arts Center und Arts Preserve

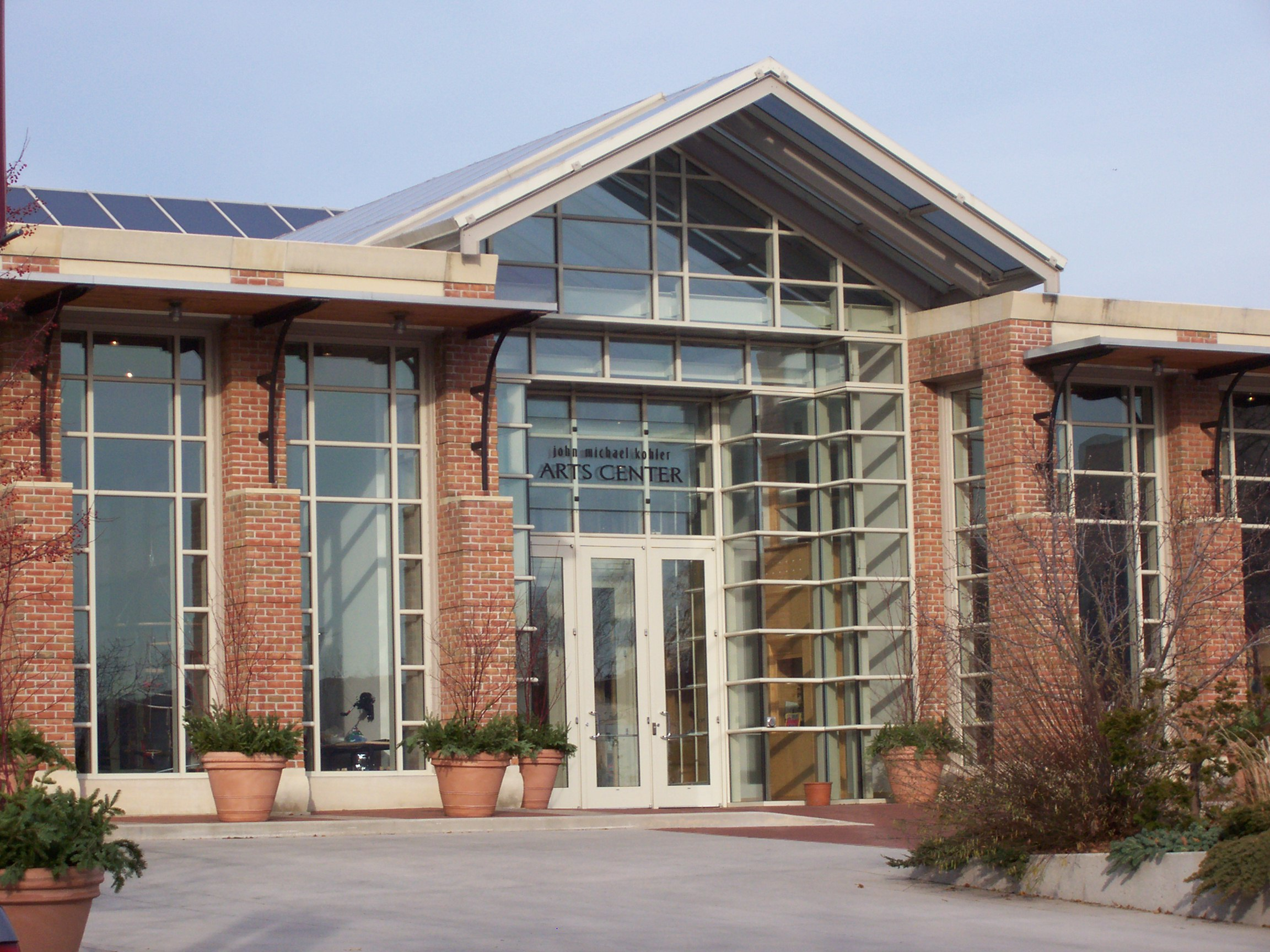
Eingang JMKAC
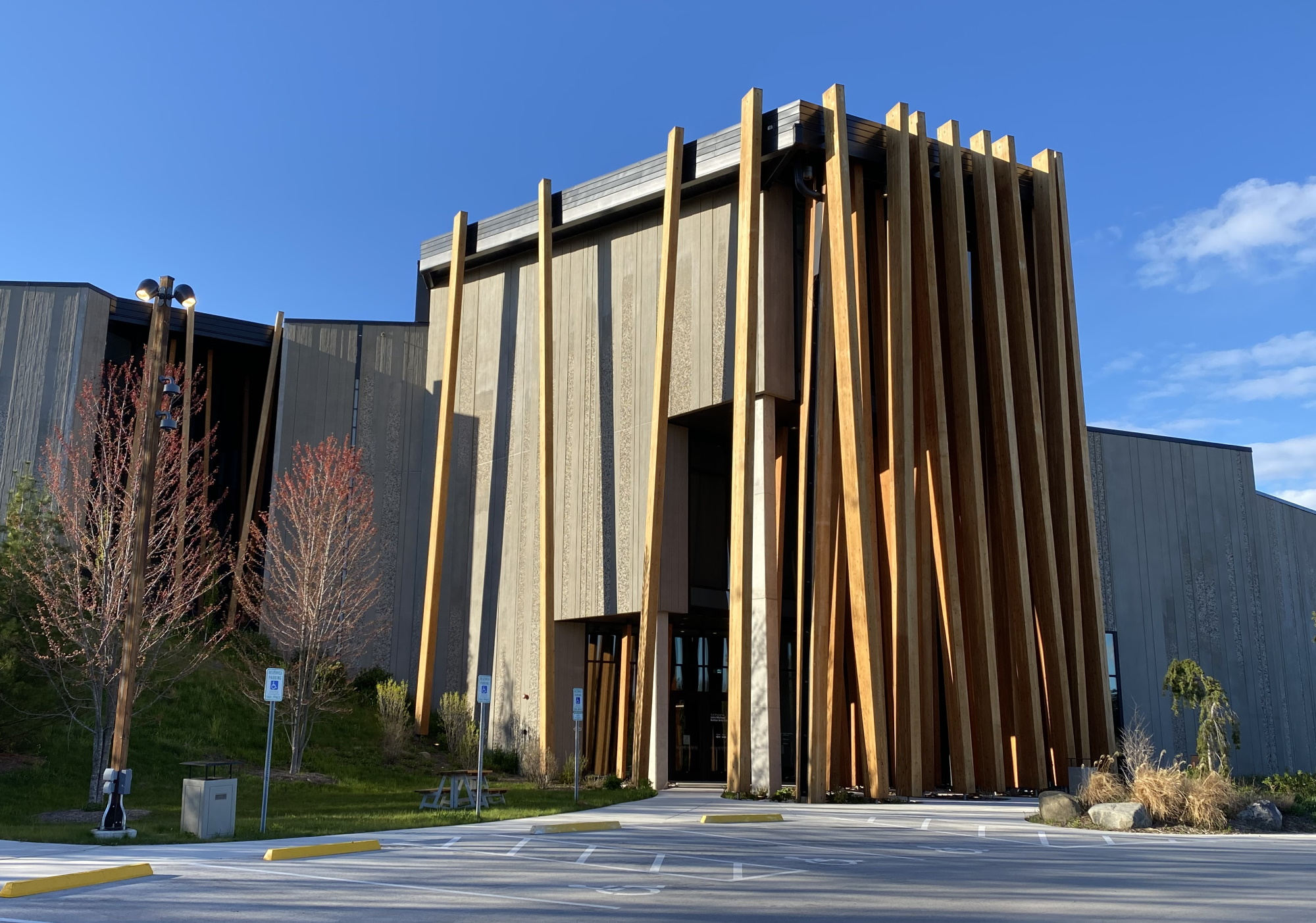
Art Preserve

Das JMKAC bewahrt und untersucht von Künstlern geschaffene Umgebungen, die teilweise bis zu 4000 Objekte umfassen, und stellt sie in Teilen im Museum und auf dem umgebenden Grundstück aus. Das Museumsprogramm umfasst unter anderem Gemeinschaftskunstprojekte, Künstlerresidenzen, Tanz-, Film- und Musikpräsentationen, Kunstfestivals, Kurse und Workshops. Jährlich werden etwa zwölf Ausstellungen mit Werken autodidaktischer und zeitgenössischer Künstler gezeigt.
Das Art Preserve beinhaltet mehr als 25.000 Werke aus der Sammlung des Arts Center, darunter vollständige und teilweise Environments von mehr als dreißig einheimischen, akademisch ausgebildeten oder autodidaktischen Künstlern, deren Werke sich teilweise der Volkskunst oder Art brut und Outsider Art zurechnen lassen.

Waschräume
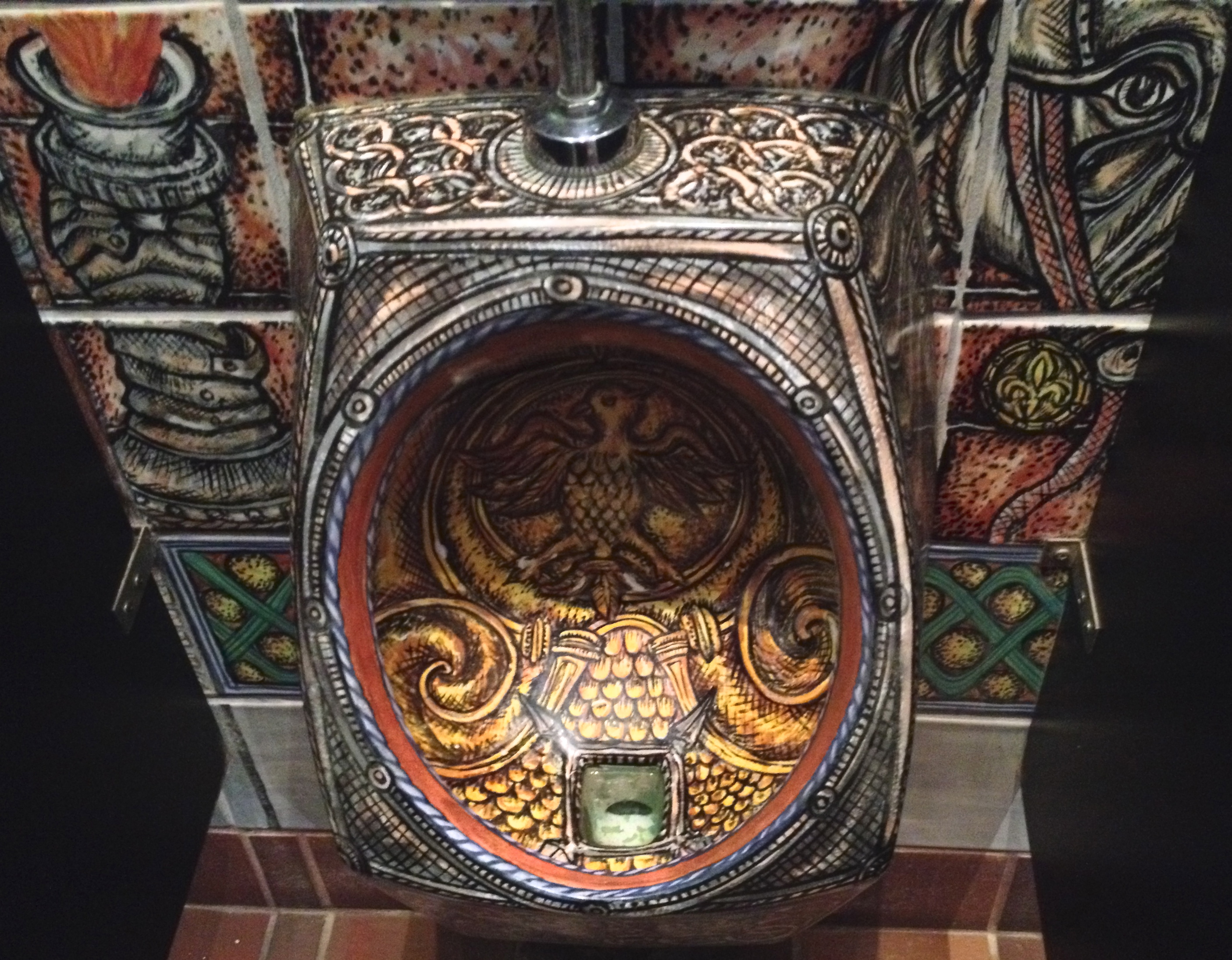
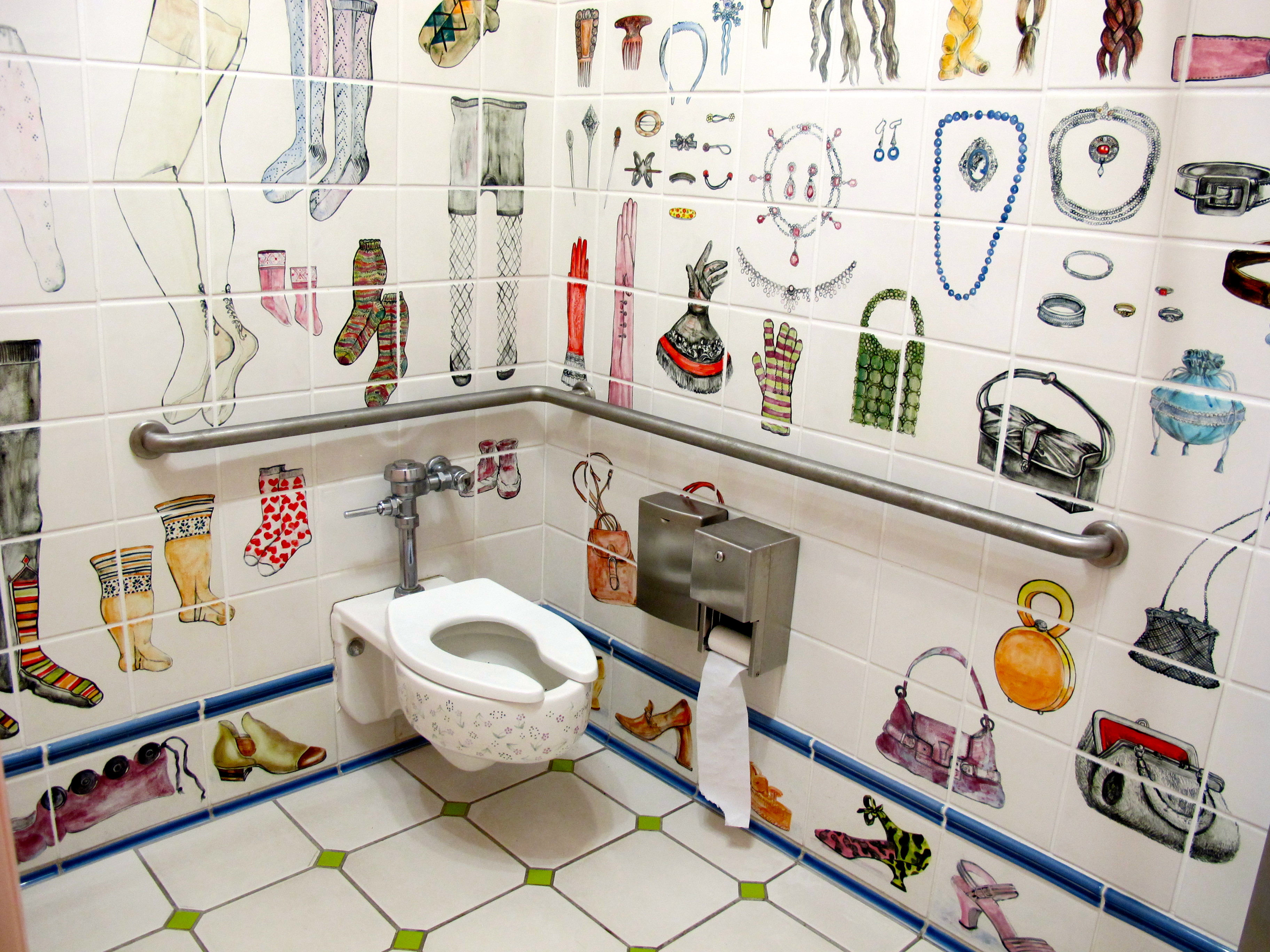
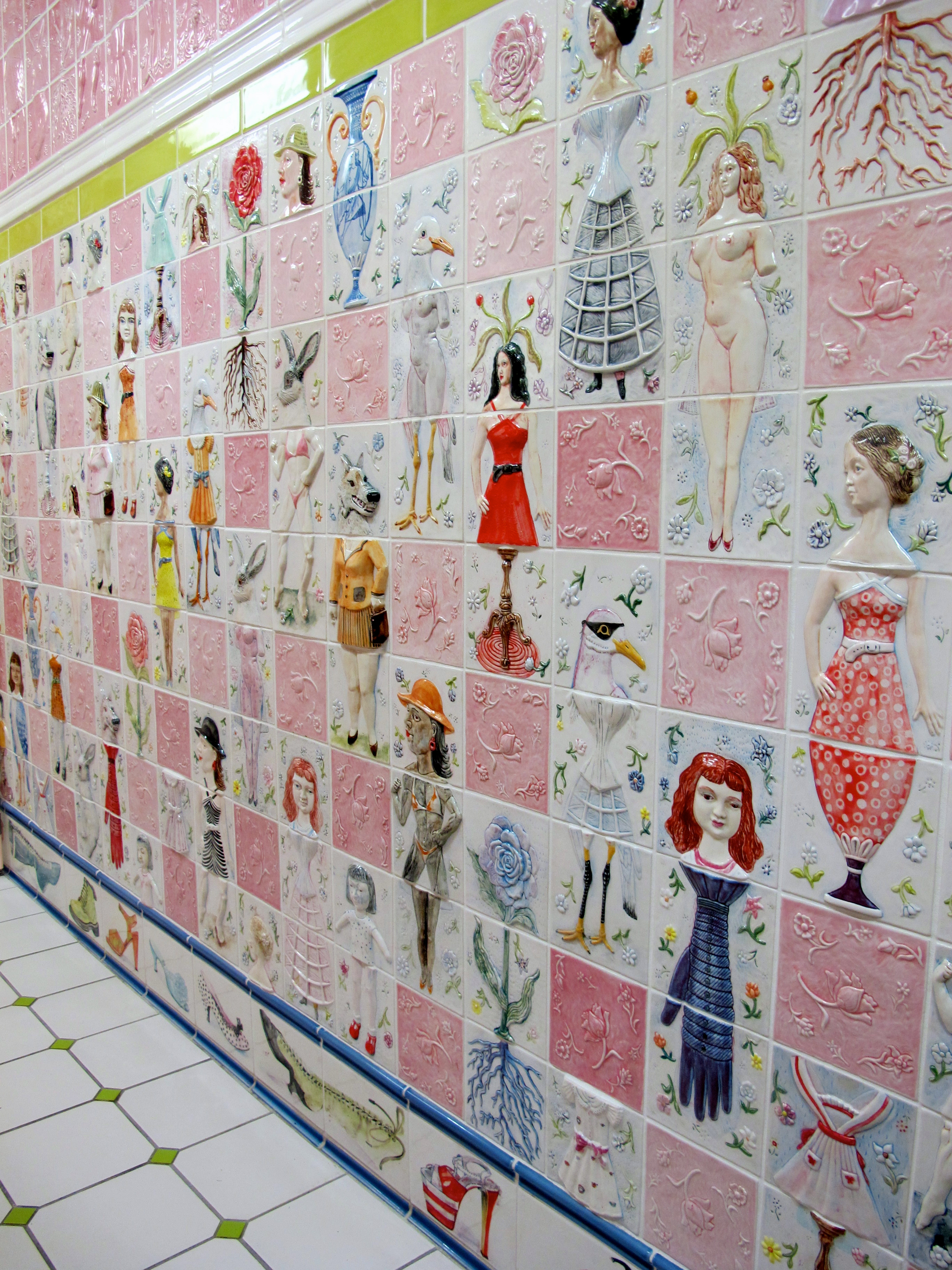
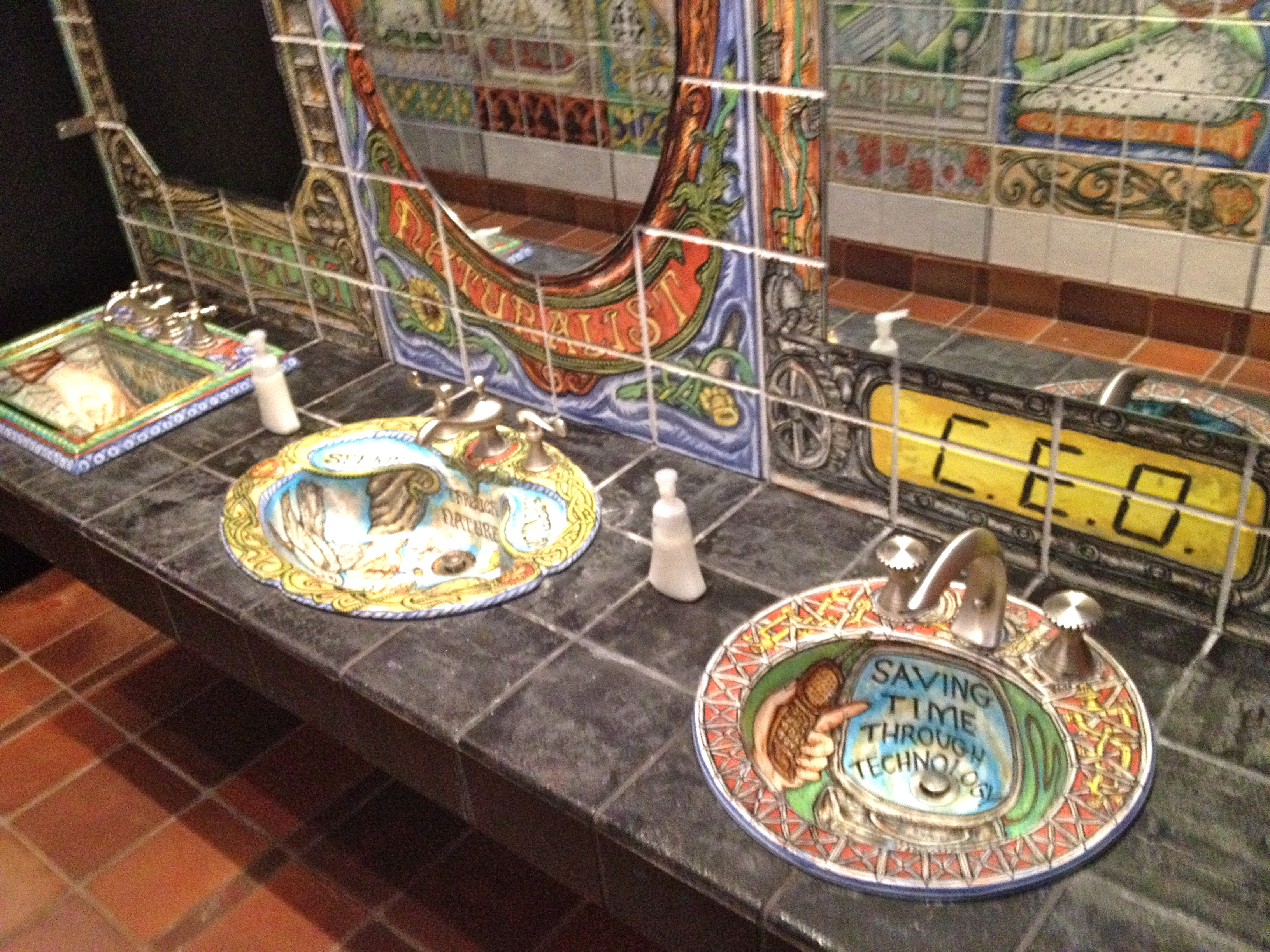

Im Jahr 1974 wurde Arts/Industry zur Förderung künstlerischer Forschung durch die damalige JMKAC-Direktorin Ruth DeYoung Kohler II initiiert. Mithilfe der Einrichtungen, Technologien und Materialien der Kohler Co. können Kunstschaffende im Austausch mit Handwerkern und Arbeitern den Umgang mit neuen Werkstoffen erlernen und daraus ihre Werke schaffen. Bis 2024 wurde das Programm von etwa 600 Stipendiaten genutzt. Jährlich arbeiten zwölf Artists in Residence für drei Monate in der Töpferei oder der Gießerei. 1999 wurden beispielsweise in neuen angeschlossenen modernen Gebäuden durch Ann Agee, Cynthia Consentino, Carter Kustera, Casey O’Connor, Merrill Mason und Matt Nolen die Sanitärräume thematisch und künstlerisch gestaltet.

## Ausstellungen (Auswahl)
- 2025/2026: Heidelbergology: Is It Art Now? Tyree Guyton
- 2025/2026: Watts Towers in Focus. Sabato Rodia
- 2025/2026: A Beautiful Experience: The Midwest Grotto Tradition.
- 2025/2026: Silvio Barile
- 2025: It’s Not the Same Without You. Sam Barsky[8]
- 2024/2025: Themen- und Ausstellungsreihe „Work in Progress“ des Arts/Industry-Programms:

- Mad Dash: 50 Years of Arts/Industry
- The Secret of Muddy Water
- Workplace
- Lunch Break: Arts/Industry in Between
- Joyce Kozloff: How We Know What We Know

- 2022/2023: Creative! Growth!. unter anderem mit Judith Scott[9]
- 2017/2018: Stella Waitzkin + Rita Barros[10]

## Sammlung
Zu den dauerhaft ausgestellten Kunstwerken und Environments gehören unter anderem Arbeiten von:

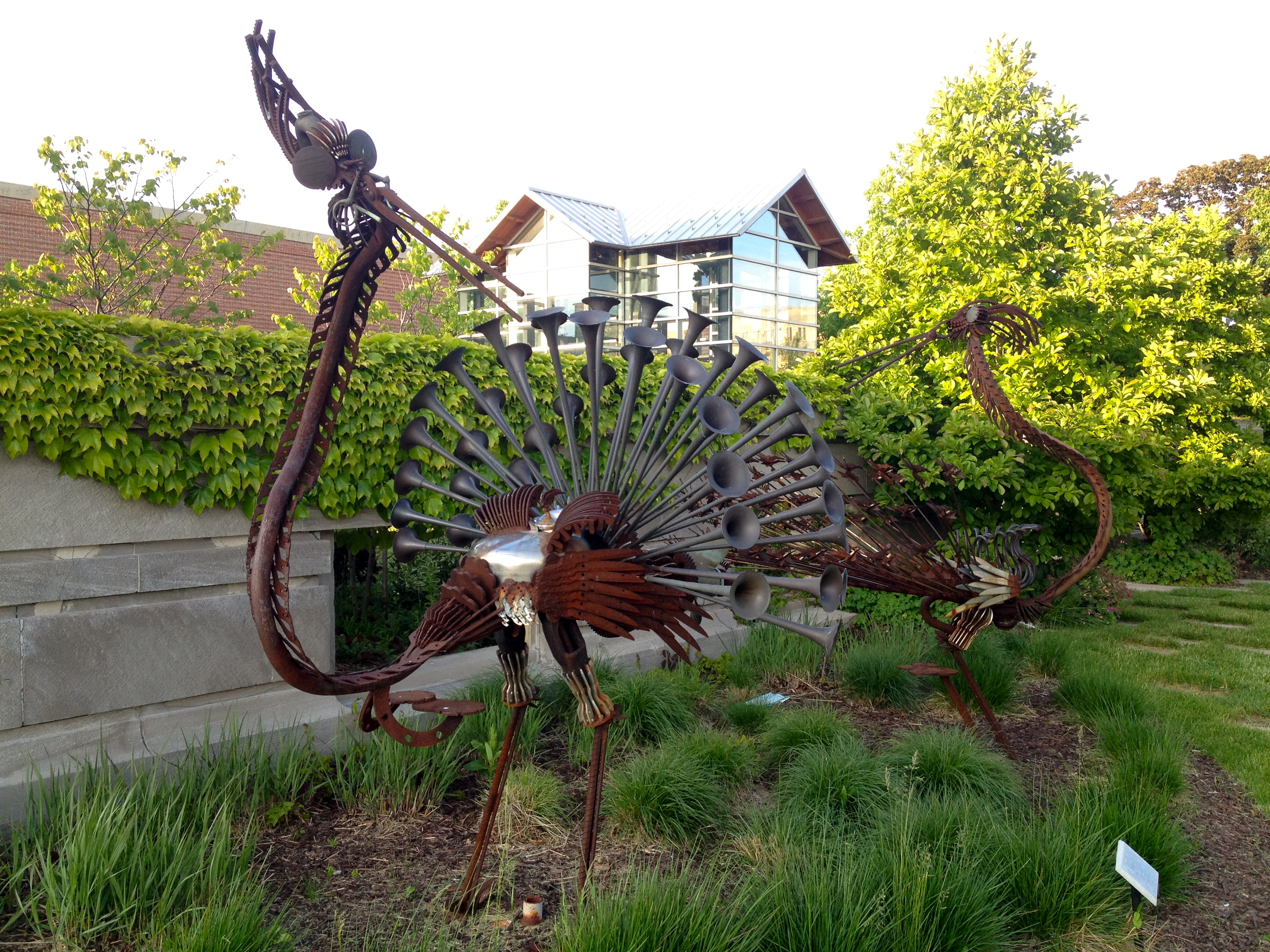
Tom Every, Vogelskulpturen
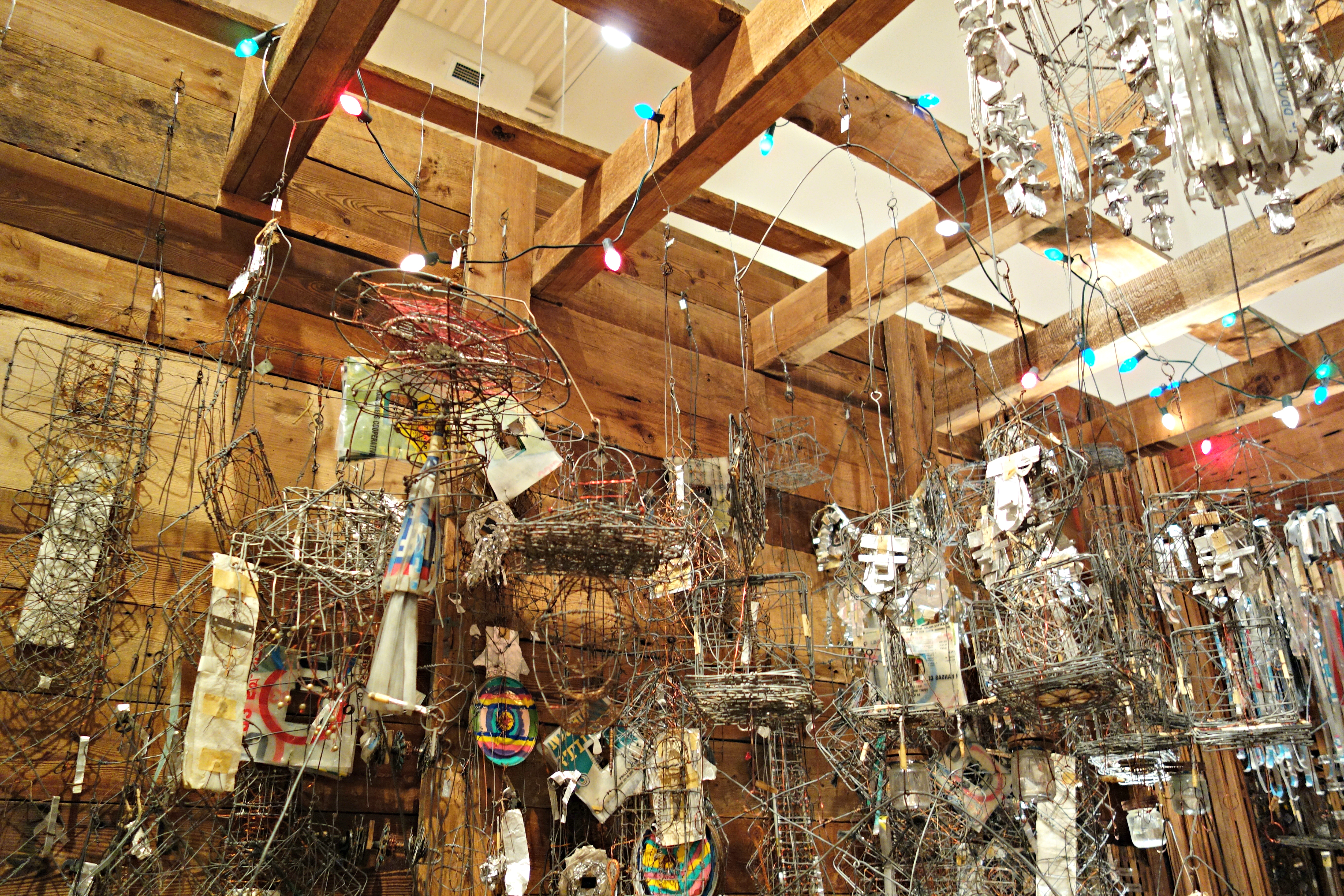
Emery Blagdon, Healing Machine

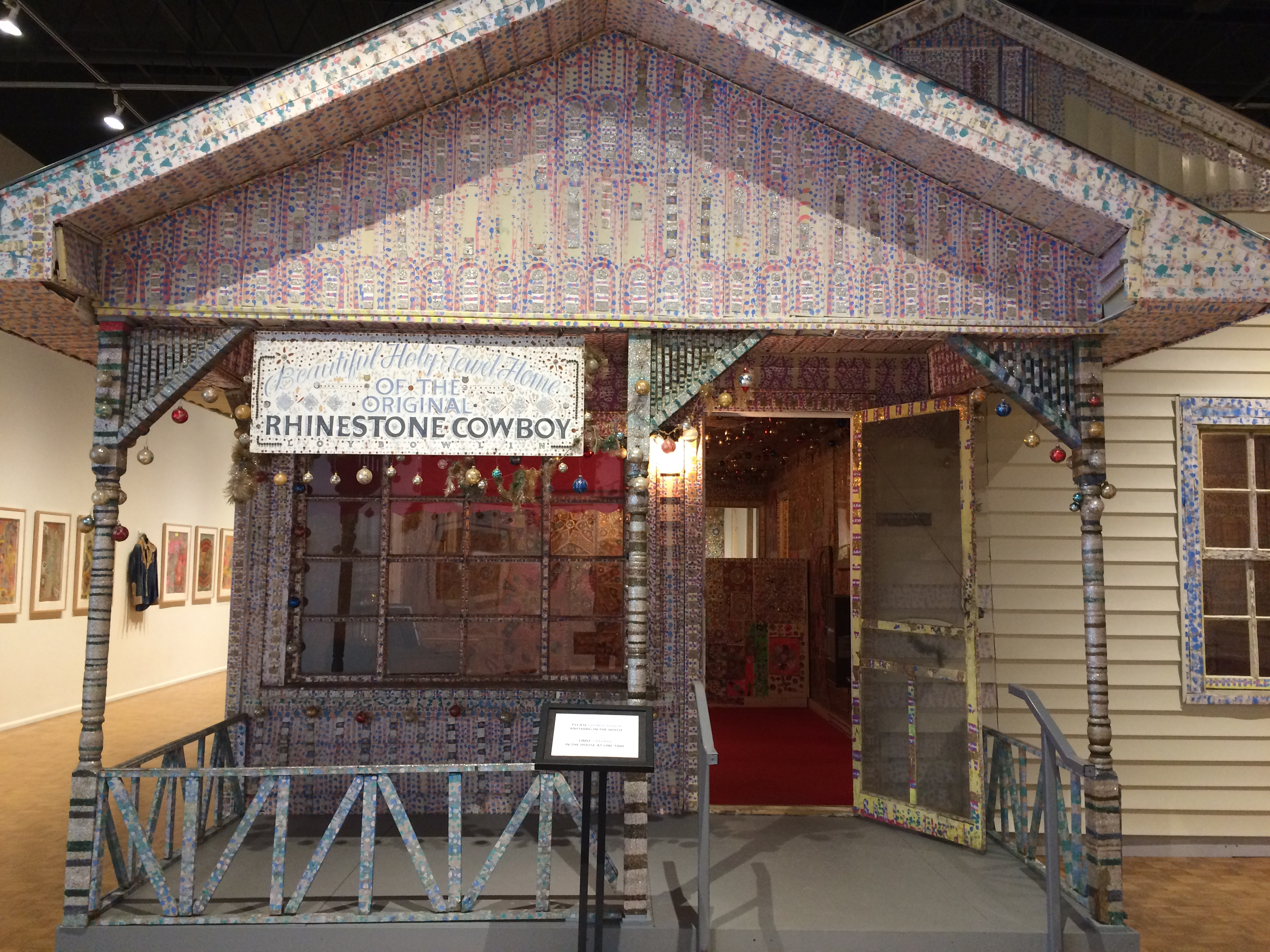
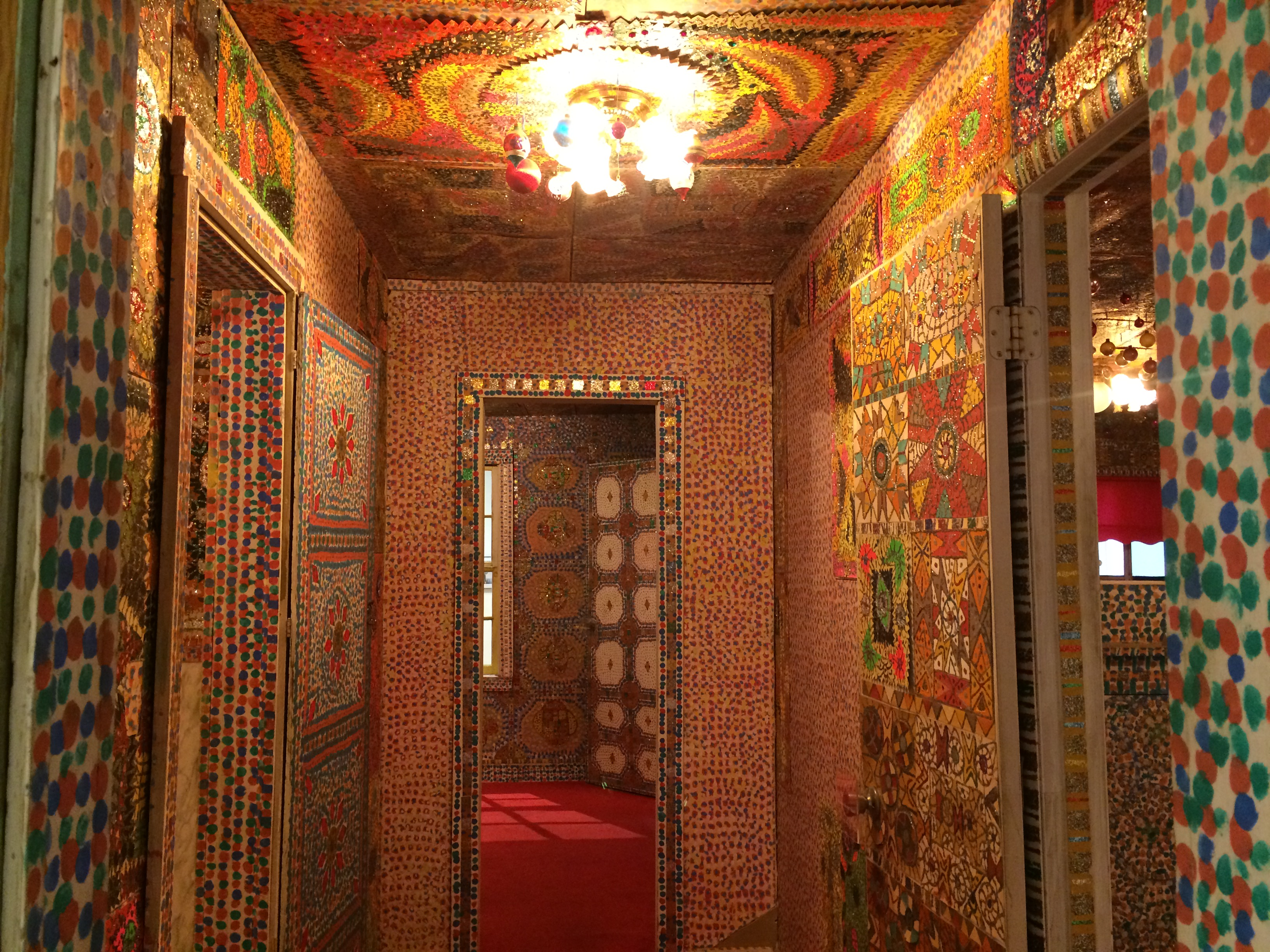
Loy Bowlin
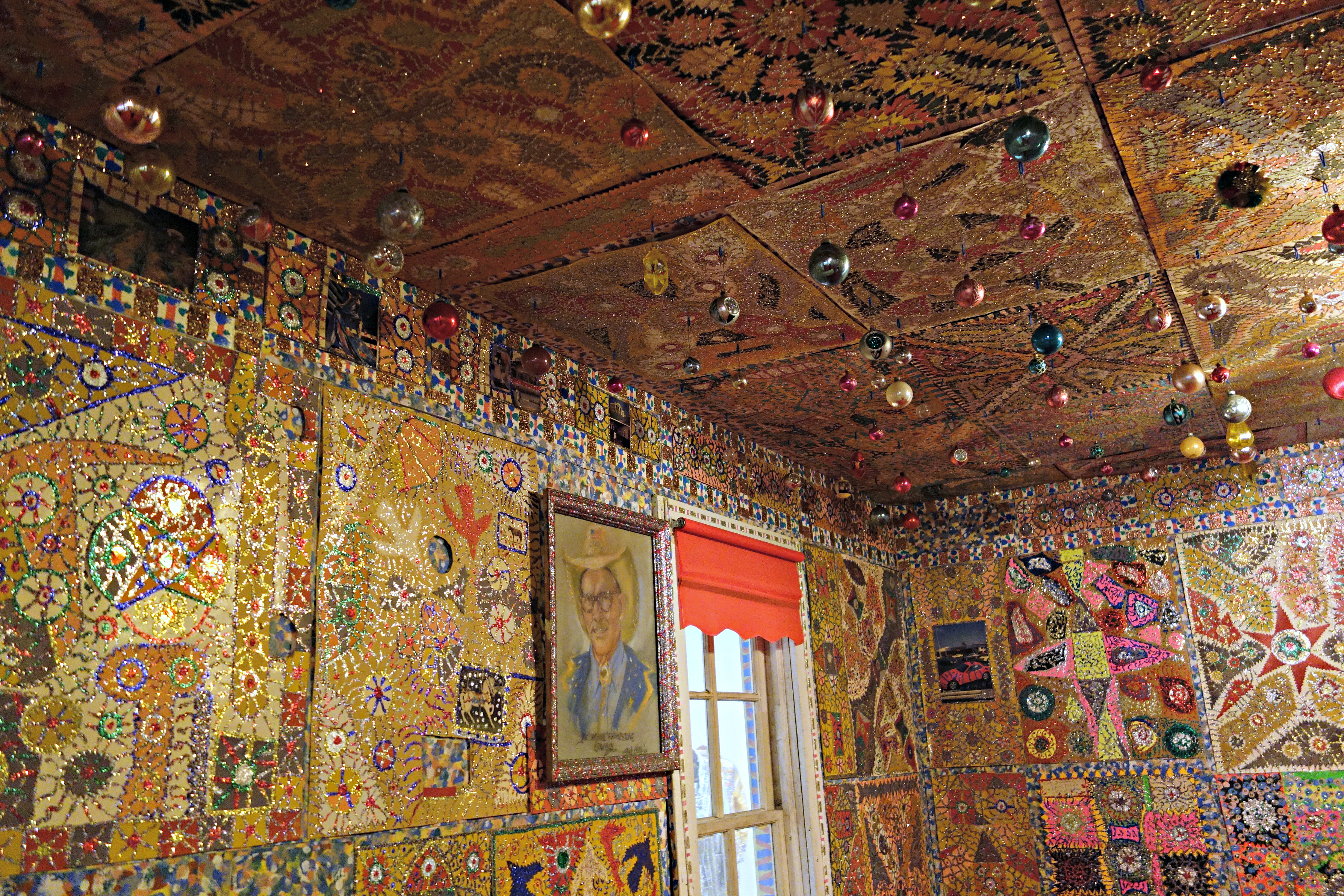

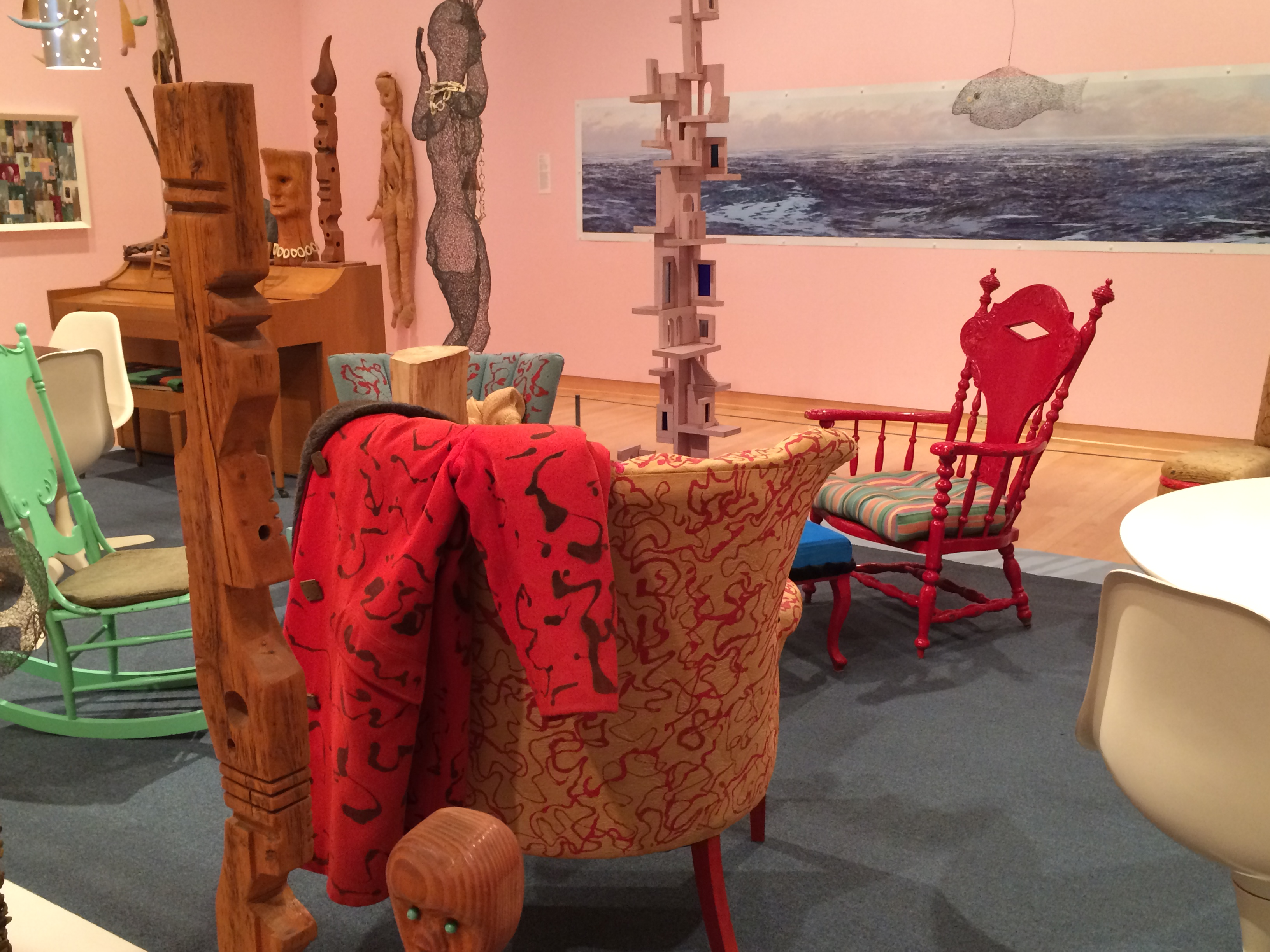
Mary Nohl
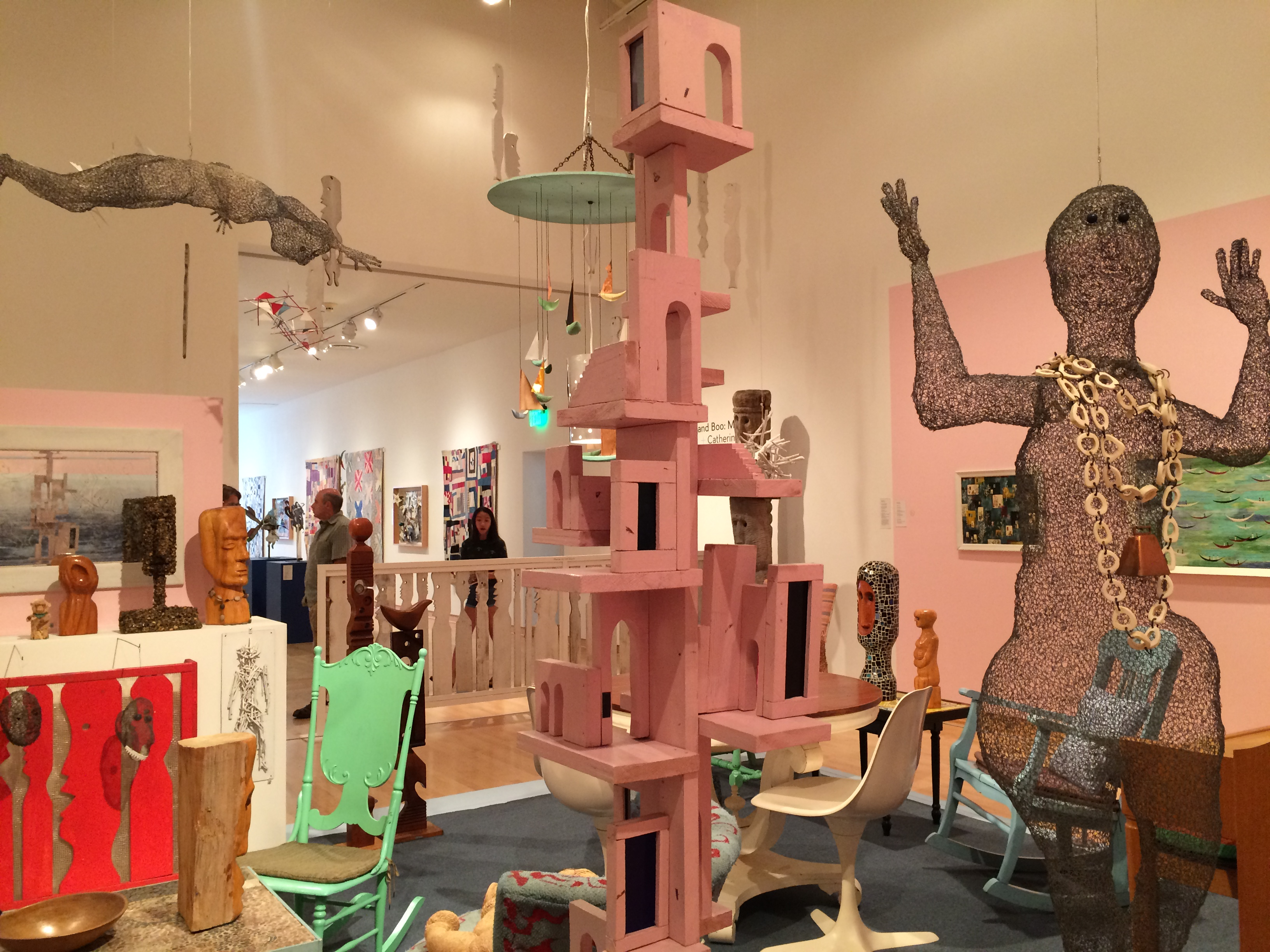
Mary Nohl
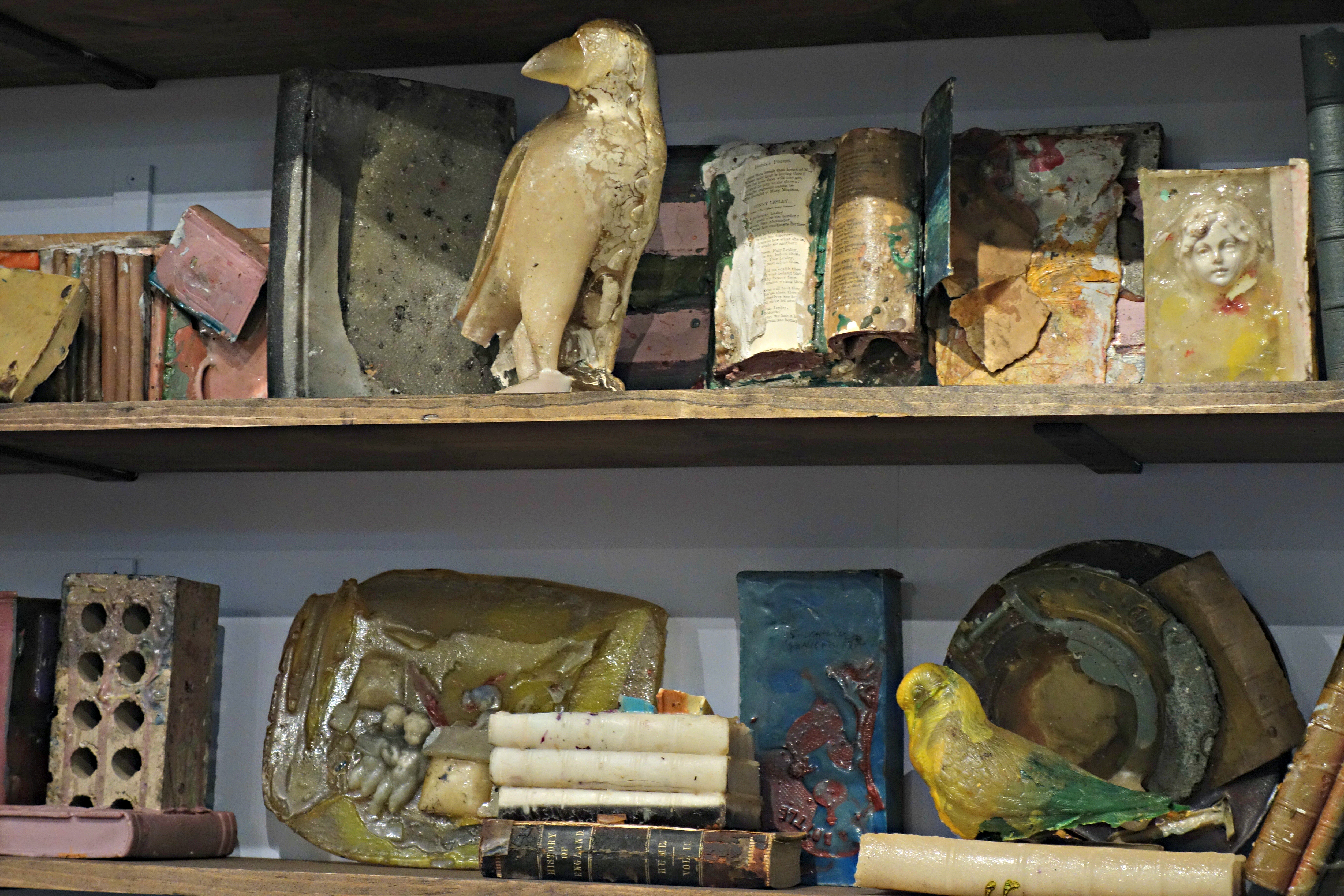
Stella Waitzkin

- Levi Fisher Ames
- Emery Blagdon
- Loy Bowlin
- Eugene Von Bruenchenhein
- Madeline Buol
- Vernon Burwell
- David Butler
- Nek Chand
- Sanford Darling
- Nick Engelbert
- Tom Every
- Annie Hooper
- Kenny Hill
- Salvation Mountain
- Gregory Van Maanen
- Eddie Owens Martin
- Mary Nohl
- Frank Oebser
- Clarence Powell
- Tressa Prisbrey
- George Ray
- Sabato Rodia
- Seymour Rosen
- Vollis Simpson
- Dr. Charles Smith
- Lenore Tawney
- Stella Waitzkin
- Ray Yoshida
- Purvis Young
- Albert Zahn[11]